# Abdelrahman Moustafa
Abdelrahman Moustafa (ar. عبد الرحمن فهمي مصطفى; ur. 5 kwietnia 1997) – katarsko-egipski piłkarz, występujący na pozycji obrońcy w katarskim klubie Al-Duhail SC. 2-krotny reprezentant Kataru. Uczestnik Pucharu Azji 2019 i Igrzysk Azjatyckich 2018.

## Statystyki

### Klubowe
Na podstawie:
| Klub             | Sezonów | Liga               | Liga  | Liga   | Puchar krajowy | Puchar krajowy | Kontynentalne | Kontynentalne | Suma  | Suma   |
| Klub             | Sezonów | Liga               | Mecze | Bramki | Mecze          | Bramki         | Mecze         | Bramki        | Mecze | Bramki |
| ---------------- | ------- | ------------------ | ----- | ------ | -------------- | -------------- | ------------- | ------------- | ----- | ------ |
| Al-Duhail SC     | 7       | Qatar Stars League | 40    | 4      | 5              | 4              | 7             | 1             | 52    | 9      |
| Al Ahli Ad-Dauha | 2       | Qatar Stars League | 26    | 6      | 0              | 0              | –             | –             | 26    | 6      |
| Al-Wakrah SC     | 1       | Qatar Stars League | 7     | 3      | 2              | 0              | –             | –             | 9     | 3      |
| Al-Arabi SC      | 1       | Qatar Stars League | 12    | 1      | 4              | 0              | –             | –             | 16    | 1      |
|                  | Łącznie | Łącznie            | 85    | 14     | 11             | 4              | 7             | 1             | 103   | 19     |

### Reprezentacyjne
Na podstawie:
| Mecze w reprezentacji | Mecze w reprezentacji | Mecze w reprezentacji | Mecze w reprezentacji | Mecze w reprezentacji | Mecze w reprezentacji | Mecze w reprezentacji | Mecze w reprezentacji | Mecze w reprezentacji |
| Lp.                   | Data                  | Miasto                | Przeciwnik            | Wynik                 | Czas                  | Gole                  | Inne                  | Rozgrywki             |
| --------------------- | --------------------- | --------------------- | --------------------- | --------------------- | --------------------- | --------------------- | --------------------- | --------------------- |
| 1.                    | 07.09.2018            | Doha                  | Chiny                 | 1:0 (1:0)             | 90'–90+1'             |                       |                       | mecz towarzyski       |
| 2.                    | 26.08.2022            | Wiener Neustadt       | Jamajka               | 1:1 (0:0)             | 85'–90'               |                       |                       | mecz towarzyski       |

## Sukcesy
Na podstawie:

### Klubowe
Z Al-Duhail:
- Mistrz Kataru 2016/17, 2017/18, 2019/20, 2022/23
- Puchar Kataru 2021/22

### Reprezentacyjne
- Puchar Azji 2019